# .mr
.mr ist die länderspezifische Top-Level-Domain (ccTLD) des Staates Mauretanien. Sie wurde am 24. April 1996 eingeführt und wird von der Universität Nouakchott verwaltet. Jede Domain darf zwischen ein und 63 Zeichen lang sein.